# Populus pseudoglauca
Populus pseudoglauca är en videväxtart som beskrevs av C. Wang och P.Y. Fu. Populus pseudoglauca ingår i släktet popplar, och familjen videväxter. Inga underarter finns listade i Catalogue of Life.